# Sífutás az 1976. évi téli olimpiai játékokon
Az 1976. évi téli olimpiai játékokon a sífutás versenyszámait Seefeldben rendezték meg február 5. és 14. között.
A férfiaknak 4, a nőknek 3 versenyszámban osztottak érmeket. A korábbi női 3 × 5 km-es váltót ezen a játékokon a 4 × 5 km-es váltó váltotta fel.

## Részt vevő nemzetek
A versenyeken 24 nemzet 165 sportolója vett részt.
- Argentína (ARG) (3 – 3 férfi)
- Ausztria (AUT) (10 – 7 férfi, 3 nő)
- Bulgária (BUL) (4 – 4 férfi)
- Csehszlovákia (TCH) (11 – 6 férfi, 5 nő)
- Egyesült Államok (USA) (13 – 7 férfi, 6 nő)
- Finnország (FIN) (12 – 6 férfi, 6 nő)
- Franciaország (FRA) (8 – 8 férfi)
- Görögország (GRE) (2 – 2 férfi)
- Izland (ISL) (2 – 2 férfi)
- Japán (JPN) (3 – 2 férfi, 1 nő)
- Jugoszlávia (YUG) (2 – 1 férfi, 1 nő)
- Kanada (CAN) (10 – 5 férfi, 5 nő)
- Kínai Köztársaság (ROC) (3 – 3 férfi)
- Lengyelország (POL) (9 – 5 férfi, 4 nő)
- Liechtenstein (LIE) (1 – 1 nő)
- Nagy-Britannia (GBR) (3 – 3 férfi)
- NDK (GDR) (10 – 6 férfi, 4 nő)
- NSZK (FRG) (7 – 5 férfi, 2 nő)
- Norvégia (NOR) (11 – 7 férfi, 4 nő)
- Olaszország (ITA) (7 – 7 férfi)
- Svájc (SUI) (8 – 8 férfi)
- Svédország (SWE) (11 – 6 férfi, 5 nő)
- Szovjetunió (URS) (10 – 6 férfi, 4 nő)
- Törökország (TUR) (5 – 5 férfi)

## Éremtáblázat
(Az egyes számoszlopok legmagasabb értéke, vagy értékei vastagítással kiemelve.)
| Az 1976. évi téli olimpiai játékok éremtáblázata sífutásban | Az 1976. évi téli olimpiai játékok éremtáblázata sífutásban | Az 1976. évi téli olimpiai játékok éremtáblázata sífutásban | Az 1976. évi téli olimpiai játékok éremtáblázata sífutásban | Az 1976. évi téli olimpiai játékok éremtáblázata sífutásban | Olimpia  |
| ----------------------------------------------------------- | ----------------------------------------------------------- | ----------------------------------------------------------- | ----------------------------------------------------------- | ----------------------------------------------------------- | -------- |
|                                                             | Ország                                                      | Arany                                                       | Ezüst                                                       | Bronz                                                       | Összesen |
| 1.                                                          | Szovjetunió                                                 | 4                                                           | 2                                                           | 4                                                           | 10       |
| 2.                                                          | Finnország                                                  | 2                                                           | 2                                                           | 1                                                           | 5        |
| 3.                                                          | Norvégia                                                    | 1                                                           | 1                                                           | 0                                                           | 2        |
|                                                             |                                                             |                                                             |                                                             |                                                             |          |
| 4.                                                          | NDK                                                         | 0                                                           | 1                                                           | 1                                                           | 2        |
| 5.                                                          | Egyesült Államok                                            | 0                                                           | 1                                                           | 0                                                           | 1        |
|                                                             |                                                             |                                                             |                                                             |                                                             |          |
| 6.                                                          | Svédország (SWE)                                            | 0                                                           | 0                                                           | 1                                                           | 1        |
|                                                             |                                                             |                                                             |                                                             |                                                             |          |
| Összesen                                                    | Összesen                                                    | 7                                                           | 7                                                           | 7                                                           | 21       |

## Érmesek

### Férfi
| Az 1976. évi téli olimpiai játékok érmesei férfi sífutásban |                                                                                    |            |                                                                           |            |                                                                                                |            |
| Versenyszám                                                 | Arany                                                                              | Arany      | Ezüst                                                                     | Ezüst      | Bronz                                                                                          | Bronz      |
| 15 km                                                       | Nyikolaj Bazsukov · Szovjetunió (URS)                                              | 43:58,47   | Jevgenyij Beljajev · Szovjetunió (URS)                                    | 44:01,10   | Arto Koivisto · Finnország (FIN)                                                               | 44:19,25   |
| 30 km                                                       | Szergej Szaveljev · Szovjetunió (URS)                                              | 1:30:29,38 | Bill Koch · Egyesült Államok (USA)                                        | 1:30:57,84 | Ivan Garanyin · Szovjetunió (URS)                                                              | 1:31:09,29 |
| 50 km                                                       | Ivar Formo · Norvégia (NOR)                                                        | 2:37:30,05 | Gert-Dietmar Klause · NDK (GDR)                                           | 2:38:13,21 | Benny Södergren · Svédország (SWE)                                                             | 2:39:39,21 |
| 4 × 10 km, váltó                                            | Finnország (FIN) · Matti Pitkänen · Juha Mieto · Pertti Teurajärvi · Arto Koivisto | 2:07:59,72 | Norvégia (NOR) · Pål Tyldum · Einar Sagstuen · Ivar Formo · Odd Martinsen | 2:09:58,36 | Szovjetunió (URS) · Jevgenyij Beljajev · Nyikolaj Bazsukov · Szergej Szaveljev · Ivan Garanyin | 2:10:51,46 |

### Női
| Az 1976. évi téli olimpiai játékok érmesei női sífutásban |                                                                                                |            |                                                                                         |            |                                                                                       |            |
| Versenyszám                                               | Arany                                                                                          | Arany      | Ezüst                                                                                   | Ezüst      | Bronz                                                                                 | Bronz      |
| 5 km                                                      | Helena Takalo · Finnország (FIN)                                                               | 15:48,69   | Raisza Szmetanyina · Szovjetunió (URS)                                                  | 15:49,73   | Nyina Baldicsova · Szovjetunió (URS)                                                  | 16:12,82   |
| 10 km                                                     | Raisza Szmetanyina · Szovjetunió (URS)                                                         | 30:13,41   | Helena Takalo · Finnország (FIN)                                                        | 30:14,28   | Galina Kulakova · Szovjetunió (URS)                                                   | 30:38,61   |
| 4 × 5 km, váltó                                           | Szovjetunió (URS) · Nyina Baldicsova · Zinaida Amoszova · Raisza Szmetanyina · Galina Kulakova | 1:07:49,75 | Finnország (FIN) · Liisa Suihkonen · Marjatta Kajosmaa · Hilkka Kuntola · Helena Takalo | 1:08:36,57 | NDK (GDR) · Monika Debertshäuser · Sigrun Krause · Barbara Petzold · Veronika Schmidt | 1:09:57,95 |